# Злітен
Злітен (ар.: زليتن) — місто в Лівії, муніципалітеті Ель-Маргаб. Розташований на березі Середземного моря на захід від затоки Сидра. Ісламський університет Аль-Асмара. Цементний завод. Завод з опріснення морської води. Мавзолей і мечеть Абд Ас-Саляма Аль-Асмара. Суфійська святиня була сильно пошкоджена салафітами в серпні 2012 році, які хотіли повністю її зруйнувати.
Знайдена в цьому місті в 1913 році унікальна мозаїка (так звана Злітенська мозаїка, II ст.н. е.) виставлена в Національному археологічному музеї в Триполі.